# 東平 (大阪市)
東平（とうへい）は、大阪府大阪市中央区の町名。現行行政地名は東平一丁目および東平二丁目。

## 地理
大阪市中央区の南部に位置する。西は上汐1丁目から2丁目、南は千日前通を挟んで天王寺区上汐3丁目から6丁目、北から東は上本町西とそれぞれ接する。
西の谷町筋と東の上町筋の中間地で、マンションなど宅地化が進む。最寄り駅は南端の千日前通沿いにあるOsaka Metroの谷町九丁目駅と近畿日本鉄道の大阪上本町駅である。

## 歴史
東平は旧町名の東平野町の略称で、旧町名は当初現在の中央区上汐1 -2丁目・天王寺区上汐3 -6丁目・同区上本町6 - 9丁目の西側も含んでいた。
元は東成郡北平野町村の一部で、上汐町筋と野堂町筋の2本の道路が縦断していた。現在も中央区側では上汐町筋沿いが上汐1 - 2丁目、野堂町筋沿いが東平1 - 2丁目となっているが、天王寺区側は野堂町筋が上汐3 - 6丁目と上本町6 - 9丁目の境界線となっている。

### 沿革
- 1889年4月1日 町村制の施行により、東成郡東高津村・北平野町村・南平野町村が合併して東平野町が発足。
- 1897年4月1日 東平野町が大阪市へ編入され、東区に所属。
- 1900年 東平野大字北平野・南平野に東平野町1 - 10丁目の町名が成立。
- 1926年 東平野町1 - 10丁目の西側（上汐町筋沿い）を上汐町1 - 6丁目に改称。同時に東平野町の残余（東側）も1 -6丁目に再編。
- 1943年4月1日 東平野町・上汐町の各3丁目の千日前通以北が南区へ、同以南が天王寺区へ転属。
- 1981年 天王寺区側が上汐3 - 6丁目の現行町名に改称。
- 1982年 南区側が東平1 -2丁目・上汐1 - 2丁目の現行町名に改称。
- 1989年 東区と南区の合区により、東平1 -2丁目・上汐1 - 2丁目が中央区へ転属。

## 世帯数と人口
2019年（平成31年）3月31日現在の世帯数と人口は以下の通りである。
| 丁目       | 世帯数    | 人口    |
| ---------- | --------- | ------- |
| 東平一丁目 | 690世帯   | 1,391人 |
| 東平二丁目 | 425世帯   | 638人   |
| 計         | 1,115世帯 | 2,029人 |

### 人口の変遷
国勢調査による人口の推移。
| 1995年（平成7年）  | 964人   | [ 5 ] |  |
| 2000年（平成12年） | 1,064人 | [ 6 ] |  |
| 2005年（平成17年） | 1,204人 | [ 7 ] |  |
| 2010年（平成22年） | 1,746人 | [ 8 ] |  |
| 2015年（平成27年） | 1,943人 | [ 9 ] |  |

### 世帯数の変遷
国勢調査による世帯数の推移。
| 1995年（平成7年）  | 425世帯   | [ 5 ] |  |
| 2000年（平成12年） | 538世帯   | [ 6 ] |  |
| 2005年（平成17年） | 634世帯   | [ 7 ] |  |
| 2010年（平成22年） | 920世帯   | [ 8 ] |  |
| 2015年（平成27年） | 1,055世帯 | [ 9 ] |  |

## 事業所
2016年（平成28年）現在の経済センサス調査による事業所数と従業員数は以下の通りである。
| 丁目       | 事業所数  | 従業員数 |
| ---------- | --------- | -------- |
| 東平一丁目 | 27事業所  | 83人     |
| 東平二丁目 | 92事業所  | 663人    |
| 計         | 119事業所 | 746人    |

## 施設
- 東平地蔵尊
- 末広大明神 - 大阪大空襲の際に焼けたイチョウの枯れ木で2013年に撤去。
- 東平北公園・東平南公園 - ただし住所上は上本町西。

## 交通

### 鉄道
- 谷町九丁目駅 Osaka Metro 谷町線
- 大阪上本町駅 近畿日本鉄道

### 道路
主要地方道
- 大阪府道702号大阪枚岡奈良線（千日前通）

## その他

### 日本郵便
- 〒542-0063[3]（集配局：大阪南郵便局[11]）